# Bulbophyllum brevicolumna
Bulbophyllum brevicolumna là một loài phong lan thuộc chi Bulbophyllum.